# Fuenzalidaite
La fuenzalidaite è un minerale.